# Unthank (Derbyshire)
Unthank – wieś w Anglii, w hrabstwie Derbyshire, w dystrykcie North East Derbyshire. Leży 40 km na północ od miasta Derby i 219 km na północny zachód od Londynu.